# Anastrepha reichardti
Anastrepha reichardti är en tvåvingeart som beskrevs av Zucchi 1979. Anastrepha reichardti ingår i släktet Anastrepha och familjen borrflugor.
Artens utbredningsområde är Venezuela. Inga underarter finns listade i Catalogue of Life.